# Diecezja Leicesteru
Diecezja Leicesteru (ang. Diocese of Leicester) – diecezja Kościoła Anglii w metropolii Canterbury, o granicach pokrywających się ze świeckim hrabstwem Leicestershire. Leicester był katolicką stolicą biskupią od VII do IX wieku. W XIX wieku stało się anglikańską stolicą tytularną, zaś 12 listopada 1926 ustanowiona została diecezja z siedzibą w tym mieście.  

## Biskupi
stan na 21 stycznia 2018:
- biskup diecezjalny: Martyn Snow (z tytułem biskupa Leicesteru)[3]
- biskup pomocniczy: Guli Francis-Dehgani (z tytułem biskupa Loughborough)[4]